# Sengoku Youko
Sengoku Youko (戦国妖狐, Sengoku yōko) est une série de mangas écrite et illustrée par Satoshi Mizukami (en). La série a été publiée à partir de décembre 2007 dans le magazine Monthly Comic Blade de l'éditeur Mag Garden.
Une adaptation en série télévisée d'animation produite par le studio White Fox diffuse la série de janvier à avril 2024. Une deuxième partie est diffusée de juillet à décembre de la même année.

## Synopsis
À la fin de l'ère Eiroku, dans un monde où les humains doivent cohabiter avec des êtres nommés katawara, un guerrier du nom de Shinsuke va faire la rencontre d'un étrange duo. Il s'agit d'une sœur et un frère, Tama et Jinka. Contrairement à la plupart de ses congénères katawara, Tama adore les humains et veut les protéger contrairement à Jinka. Ce groupe va être confronter à un complot qui consiste à transformer des humains en monstres.

## Personnages
Jinka (迅火)
Voix japonaise : Soma Saito
Tama (たま)
Voix japonaise : Yūki Takada
Shinsuke (真介)
Voix japonaise : Ryōhei Kimura (ja)
Shakugan (灼岩)
Voix japonaise : Tomoyo Kurosawa (ja)
Senya (千夜)
Voix japonaise : Hiroki Nanami (ja)
Tsukiko (月湖)
Voix japonaise : Maaya Uchida
Jinun (神雲)
Voix japonaise : Kenji Nomura
Nau (なう)
Voix japonaise : Aki Toyosaki
Dōren (道錬)
Voix japonaise : Tetsu Inada
Resshin (烈深)
Voix japonaise : Kazuki Miyagi (ja)
Mountain God (山の神, Yama no Kami)
Voix japonaise : Ayahi Takagaki
Rinzu (りんず)
Voix japonaise : Aina Suzuki
Yazen (野禅)
Voix japonaise : Kenjiro Tsuda (ja)
Raidō Zanzō (雷堂斬蔵)
Voix japonaise : Hiroki Tōchi (ja)

## Manga
Sengoku Youko est une série de mangas japonais écrite et dessinée par Satoshi Mizukami (ja). La série est publiée à partir du 28 décembre 2007 dans le magazine Monthly Comic Blade de l'éditeur Mag Garden. À la suite de la fin de la publication du journal le 30 juillet 2014, la série est transférée dans le site web Comic Blade à partir du 16 septembre 2014. La publication s'est définitivement terminée le 20 mai 2016,. L'éditeur Mag Garden publie la série sous format volumes tankōbon à partir du 9 août 2008. La publication se termine le 10 juin 2016 avec un total de 17 volumes.

### Liste des volumes
| no | Japonais         | Japonais          |
| no | Date de sortie   | ISBN              |
| -- | ---------------- | ----------------- |
| 1  | 9 août 2008      | 978-4-86-127522-7 |
| 2  | 10 février 2009  | 978-4-86-127590-6 |
| 3  | 10 novembre 2009 | 978-4-86-127672-9 |
| 4  | 10 avril 2010    | 978-4-86-127727-6 |
| 5  | 19 novembre 2010 | 978-4-86-127785-6 |
| 6  | 10 mars 2011     | 978-4-86-127833-4 |
| 7  | 10 août 2011     | 978-4-86-127875-4 |
| 8  | 10 janvier 2012  | 978-4-86-127932-4 |
| 9  | 10 juillet 2012  | 978-4-80-000018-7 |
| 10 | 10 décembre 2012 | 978-4-80-000070-5 |
| 11 | 10 juin 2013     | 978-4-80-000170-2 |
| 12 | 10 décembre 2013 | 978-4-80-000239-6 |
| 13 | 9 août 2014      | 978-4-80-000344-7 |
| 14 | 10 février 2015  | 978-4-80-000414-7 |
| 15 | 10 août 2015     | 978-4-80-000485-7 |
| 16 | 10 février 2016  | 978-4-80-000533-5 |
| 17 | 10 juin 2016     | 978-4-80-000585-4 |

## Anime
Le 10 août 2023, une adaptation en série télévisée d'animation a été annoncée. La série est animée par le studio d'animation White Fox et est réalisée par Masahiro Aizawa. Le scénario est supervisé par Jukki Hanada, Yosuke Okuda s'occupe de la conception des personnages tandis que Evan Call (ja) compose la musique,. La série sera composée de trois cours qui adaptera l'intégralité de la série composée deux arcs : Yo Naoshi Kyōdai-hen (世直し姉弟編) et Sen Ma Konton-hen (千魔混沌編). Le premier cour est diffusé depuis le 11 janvier 2024 au 4 avril 2024 au Japon sur Tokyo MX et d'autres chaînes. Le deuxième cour est diffusé du 18 juillet au 26 décembre. Dans les pays francophones, la série est diffusée sur la plateforme Crunchyroll.
Le générique de début est Hibana (火花), interprété par MindaRyn (ja), et le générique de fin est Yūyami no Uta (夕闇の歌), interprété par KEIKO avec une composition de Yuki Kajiura. Le générique de début de la deuxième partie est Katawara, interprété par Stereo Dive Foundation (ja) tandis que le générique de fin est Yoru no Sui (夜の隨) interprété par Hiroki Nanami (ja). Le générique de fin du deuxième cour de la deuxième partie est Banri Ikkū (万里一空) interprété par Rainy (ja).

### Liste des épisodes

#### Partie 1
| No | Titre français                          | Titre japonais           | Titre japonais                      | Date de 1re diffusion |
| No | Titre français                          | Kanji                    | Rōmaji                              | Date de 1re diffusion |
| -- | --------------------------------------- | ------------------------ | ----------------------------------- | --------------------- |
| 1  | Faire le bien en ces temps incertains   | 我ら乱世を憂う者         | Warera eansei o ureumono            | 11 janvier 2024       |
| 2  | Shakugan                                | 灼岩                     | Shakugan                            | 18 janvier 2024       |
| 3  | An 7 de l'ère Eiroku                    | 永禄七年                 | Eiroku nana-nen                     | 25 janvier 2024       |
| 4  | Jinka et les humains                    | 迅火と人間               | Jinka to ningen                     | 1er février 2024      |
| 5  | Higan                                   | 氷岩                     | Hyōgan                              | 8 février 2024        |
| 6  | Désastre                                | ふこう                   | Fukō                                | 15 février 2024       |
| 7  | Kagan et Shakuyaku                      | 火岩と芍薬               | Kagan to shakuyaku                  | 22 février 2024       |
| 8  | L'homme au sabre magique                | 魔剣士                   | Makenshi                            | 29 février 2024       |
| 9  | Déesse de la montagne (première partie) | 山の神（前）             | Yamanokami (mae)                    | 7 mars 2024           |
| 10 | Déesse de la montagne (deuxième partie) | 山の神（後）             | Yamanokami (ato)                    | 14 mars 2024          |
| 11 | Le plus puissant des conjurateurs       | 断怪衆最強の男           | Dankaishū saikyō no otoko           | 21 mars 2024          |
| 12 | Jinka et Dôren, Takekichi et Barry      | 迅火と道錬と竹吉とバリー | Jinka to dōren to takekichi to barī | 28 mars 2024          |
| 13 | Bête divine                             | 神獣                     | Kamijū                              | 4 avril 2024          |

#### Partie 2
| No      | Titre français                         | Titre japonais     | Titre japonais             | Date de 1re diffusion |
| No      | Titre français                         | Kanji              | Rōmaji                     | Date de 1re diffusion |
| ------- | -------------------------------------- | ------------------ | -------------------------- | --------------------- |
| 1 (14)  | La parade des mille démons             | 千鬼夜行           | Sen oni yagyō              | 18 juillet 2024       |
| 2 (15)  | Le dragon noir                         | 黒龍               | Kuro ryū                   | 25 juillet 2024       |
| 3 (16)  | La déesse folle d'une ville farouche   | 荒れ都の狂神       | Are miyako no kyō-shin     | 1er août 2024         |
| 4 (17)  | Sen'ya et Tsukiko                      | 千夜と月湖         | Sen'ya to Tsukiko          | 8 août 2024           |
| 5 (18)  | Le jour fatidique, enfin               | 時, 来たるべく来る | Toki, kitarubeku kitaru    | 15 août 2024          |
| 6 (19)  | Jusqu'au sommet des nuages             | 雲の上まで         | Kumo no ue made            | 22 août 2024          |
| 7 (20)  | La fin du voyage                       | 旅の終わり         | Tabi no owari              | 29 août 2024          |
| 8 (21)  | Furuon                                 | 古恩               | Furuon                     | 5 septembre 2024      |
| 9 (22)  | Sen'ya et Jin'un                       | 千夜と神雲         | Sen'ya to Jinun            | 12 septembre 2024     |
| 10 (23) | Les huit années de Sen'ya              | 千夜の八年         | Sen'ya no hachi-nen        | 19 septembre 2024     |
| 11 (24) | Pour la légion primordiale             | 千魔混沌を巡って   | Sen Ma konton o megutte    | 10 octobre 2024       |
| 12 (25) | Le lieu de la grande bataille          | 決戦の地           | Kessen no chi              | 17 octobre 2024       |
| 13 (26) | Des retrouvailles inatendues           | 遭遇               | Saikai                     | 24 octobre 2024       |
| 14 (27) | L'éveil                                | Kaigan             | 開眼                       | 31 octobre 2024       |
| 15 (28) | L'avènement du Roi de la création      | 万象王, 降臨       | Banshō-ō, kōrin            | 7 novembre 2024       |
| 16 (29) | Dôsuke et Kumozô                       | 道介と雲蔵         | Dousuke to Kumozou         | 14 novembre 2024      |
| 17 (30) | La fete des inhumains                  | 異形達の宴         | Igyō-tachi no utage        | 21 novembre 2024      |
| 18 (31) | Au-delà du nuage                       | 雲を跳び越えて     | Kumo o tobikoete           | 28 novembre 2024      |
| 19 (32) | L'aube                                 | 夜明け             | Yoake                      | 5 décembre 2024       |
| 20 (33) | Celui qui ne marche jamais             | 多くと共に在る者   | Ōku to tomo ni aru mono    | 12 décembre 2024      |
| 21 (34) | Jinka et Tama                          | 迅火とたま         | Jinka to Tama              | 19 décembre 2024      |
| 22 (35) | Fleurit le chant de la teinte des ères | 時の彩の詩が咲く   | Toki no iro no uta ga saku | 19 décembre 2024      |

### Annotations
1. 1 2  Les titres français de l'adaptation en anime proviennent de Crunchyroll.

### Œuvre

#### Édition japonaise
1. 1 2 3  (ja) « 戦国妖狐 1 », sur Mag Garden (consulté le 25 janvier 2024)
2. 1 2 3  (ja) « 戦国妖狐 17 », sur Mag Garden (consulté le 25 janvier 2024)
3. 1 2  (ja) « 戦国妖狐 2 », sur Mag Garden (consulté le 25 janvier 2024)
4. 1 2  (ja) « 戦国妖狐 3 », sur Mag Garden (consulté le 25 janvier 2024)
5. 1 2  (ja) « 戦国妖狐 4 », sur Mag Garden (consulté le 25 janvier 2024)
6. 1 2  (ja) « 戦国妖狐 5 », sur Mag Garden (consulté le 25 janvier 2024)
7. 1 2  (ja) « 戦国妖狐 6 », sur Mag Garden (consulté le 25 janvier 2024)
8. 1 2  (ja) « 戦国妖狐 7 », sur Mag Garden (consulté le 25 janvier 2024)
9. 1 2  (ja) « 戦国妖狐 8 », sur Mag Garden (consulté le 25 janvier 2024)
10. 1 2  (ja) « 戦国妖狐 9 », sur Mag Garden (consulté le 25 janvier 2024)
11. 1 2  (ja) « 戦国妖狐 10 », sur Mag Garden (consulté le 25 janvier 2024)
12. 1 2  (ja) « 戦国妖狐 11 », sur Mag Garden (consulté le 25 janvier 2024)
13. 1 2  (ja) « 戦国妖狐 12 », sur Mag Garden (consulté le 25 janvier 2024)
14. 1 2  (ja) « 戦国妖狐 13 », sur Mag Garden (consulté le 25 janvier 2024)
15. 1 2  (ja) « 戦国妖狐 14 », sur Mag Garden (consulté le 25 janvier 2024)
16. 1 2  (ja) « 戦国妖狐 15 », sur Mag Garden (consulté le 25 janvier 2024)
17. 1 2  (ja) « 戦国妖狐 16 », sur Mag Garden (consulté le 25 janvier 2024)